# حزقيا
حزقيا (بالإنجليزية: Hezekiah)‏ و (بالعبرية: חִזְקִיָּ֫הוּ) و (باليونانية: Ἐζεκίας)‏ وهو أحد ملوك مملكة يهوذا وحسب الكتاب المقدس، هو ابن الملك آحاز من سلالة داؤود والملك 13 على يهوذا، وحسب عالم الآثار إدوين ثييل فهو حكم من سنة 715 إلى سنة 686 ق م وحسب إنجيل متى يسوع من سلالته، وحسب الكتاب المقدس في سفر الملوك الثاني وسفر إشعيا يتكلم عن أن ملك آشور سنحاريب حاول غزو أورشليم في حكمه، إلا أنه حسب الكتاب المقدس يقول بأن حزقيا كان يتقي ألله فتنبئ إشعياء وميخا بهزيمة الآشوريين فيقول الكتاب المقدس بأن ملاك الله ضرب 185 ألف من جيش الآشوريين وعادوا لبلادهم كما تنبئوا بمقتل سنحاريب بسبب تهكمه لله فقام ولداه بقتله في معبد نسروخ، توفي في سنة 686 ق م وتبعهُ ابنهُ منسى في الحكم.